# Todor Taleski
Todor Taleski (makedonsky Тодор Талески; 5. února 1927, Prilep, Království SHS – 10. října 2013, Skopje, Severní Makedonie) byl makedonský archivář a první ředitel Státního archivu Severní Makedonie (DARM/ДАРМ) v letech 1951 až 1960.

## Historie
Taleski se narodil dne 5. února v Prilepu. Gymnázium zakončil ve školním roku 1945/46, následně pracoval od srpna 1946 do září 1947 v oddělení pro vnitřní záležitosti Městského národního výboru v Prilepu. Následně studoval historii na filozofické fakultě ve Skopje. 
Vysokou školu dostudoval v roce 1952, mezitím se účastnil kursu pro archiváře v Dubrovníku, který organizovala Jugoslávská akademie věd a umění ze Záhřebu (JAZU). Následně Taleski pracoval jako archivář a od 1. dubna 1951 byl jmenován za ředitele republikového archivu. Od roku 1956 byl také jedním z devítičlenné Archivní rady SR Makedonie. Během své práce se Taleski zasloužil o systematizaci archivní činnosti na území celé SR Makedonie. Rozvoj archivu umožnil makedonským historikům a historografii na republikové úrovni lépe dokumentovat národní dějiny; zasadit domácí dokumenty do kontextu s těmi dostupnými v zahraničí apod. Taleski se také účastnil celé řady konferencí a sympozií; sepsal řadu odborných prací a publikací, za které získal řadu ocenění. 